# Marko Baacke
Marko Baacke (Friedrichroda, RDA, 10 de febrero de 1980) es un deportista alemán que compitió en esquí en la modalidad de combinada nórdica. Ganó una medalla de oro en el Campeonato Mundial de Esquí Nórdico de 2001, en la prueba de trampolín grande + 7,5 km individual.

## Palmarés internacional
| Campeonato Mundial | Campeonato Mundial | Campeonato Mundial | Campeonato Mundial     |
| Año                | Lugar              | Medalla            | Prueba                 |
| ------------------ | ------------------ | ------------------ | ---------------------- |
| 2001               | Lahti (Finlandia)  | Medalla de oro     | TG + 7,5 km individual |